# Biała Góra (województwo pomorskie)
Biała Góra (niem. Weissenberg) – wieś w Polsce położona w województwie pomorskim, w powiecie sztumskim, w gminie Sztum przy drodze wojewódzkiej nr 603.
Znajduje się tu zespół śluz rozdzielających Wisłę (dawną Leniwkę) i Nogat, dwa ramiona ujściowe Wisły. Śluza na Nogacie jest nazywana Wodnym Zamkiem z powodu neogotyckich wież wieńczących wybudowaną w latach 1852-1879 zaporę. Do 1 września 1939 śluza stanowiła granicę pomiędzy Wolnym Miastem Gdańskiem i Niemcami. Na zespół śluz składają się trzy obiekty: śluzy, jazy i wrota przeciwpowodziowe. Z górnej części śluzy roztacza się panorama obszarów nadwiślańskich. W ramach rozwoju dróg wodnych i tworzenia Pętli Żuławskiej w obrębie obiektów śluzowych powstała przystań dla motorówek i jachtów.
13 lipca 1930 na wzgórzu u zbiegu granic Polski, Niemiec i Gdańska odsłonięto uroczyście Westpreussenkreuz - granitowy krzyż o wysokości 8 m, mający być wedle ówczesnych twórców znakiem wiary mieszkańców Prus Wschodnich w ponowne zjednoczenie z Niemcami. W latach 1975–1998 miejscowość administracyjnie należała do województwa elbląskiego.
We wsi stoi XIX-wieczna kapliczka przydrożna.